# مركز الإرهاب والجريمة عبر الوطنية والفساد
مركز الإرهاب والجريمة عبر الوطنية والفساد هو أول مركز في الولايات المتحدة مكرس لفهم الروابط بين الإرهاب والجريمة عبر الوطنية والفساد، وللتعليم والبحث والتدريب والمساعدة في صياغة السياسات بشأن هذه القضايا الحاسمة. وهو مركز أبحاث داخل كلية السياسة والحكومة والشؤون الدولية في جامعة جورج ميسون.
أسسه الدكتور لويز شيلي،  يحقق المركز مهمته من خلال شراكات بحثية دولية تشارك في مشاريع بحثية أساسية وتطبيقية. تتناول الأبحاث اهتمامات متنوعة مثل الأمن القومي والتنمية الاقتصادية وحقوق الإنسان. يتم نشر أبحاث المركز للجمهور من خلال المؤتمرات، وسلسلة كتب المركز، والمنشورات الأخرى ، ومواقع المركز والمؤسسات التابعة له. تعتبر ورش العمل والمحاضرات العامة والتبادلات العلمية والشراكات البحثية المشتركة من الأنشطة الأساسية للمركز.
تشمل الموضوعات البحثية التي يشارك فيها مركز مكافحة الإرهاب والتعاون الدولي وشركاؤه في الخارج تهريب البشر والاتجار بهم؛ قضايا الانتشار النووي؛ الروابط بين الجريمة والإرهاب؛ غسل الأموال والجرائم المالية الأخرى ؛ تأثير الجريمة المنظمة والإرهاب على الأعمال التجارية المشروعة ؛ والجرائم البيئية. يستضيف المركز العلماء الزائرين والقادة الدوليين حول هذه القضايا من خلال برامج مثل فولبرايت وآيريكس وبرنامج القيادة العالمية المفتوحة على مدار العام.
يؤثر المجلس وشركاؤها في الخارج على التشريعات والسياسات من خلال الإدلاء بشهادة بشأن الجريمة عبر الوطنية والفساد والإرهاب أمام الكونغرس، والمشاركة في مجموعات عمل تشريعية متعددة التخصصات، وحضور المؤتمرات التي تعقدها المجموعات فوق الوطنية، وتقديم المشورة للمنظمات الحكومية وغير الحكومية المتعددة الأطراف.
في عام 2006، نشر المركز أول كتاب في سلسلته مع روتليدج، بعنوان قوة الأعمال الروسية: دور الأعمال الروسية في العلاقات الخارجية والأمنية. الكتاب الثاني بعنوان الجريمة المنظمة والفساد في جورجيا، صدر في آب / أغسطس 2007. أحدث الإضافات إلى هذه السلسلة هي منشورات عام 2008 الاتجار بالبشر والأمن البشري والمعركة الروسية للجريمة والفساد والإرهاب. بالإضافة إلى ذلك، تم نشر نتائج مؤتمر الناتو الذي عقده المركز في عام 2006 تحت عنوان الاستراتيجيات الوطنية لمكافحة الإرهاب: الأبعاد القانونية والمؤسسية والسياسات العامة في الولايات المتحدة والمملكة المتحدة وفرنسا وتركيا وروسيا.
منذ إنشائه في عام 1998، اضطلع المركز بالكثير من البحوث والتدريب ومشاريع بناء السياسات في دول الاتحاد السوفيتي السابقة وتركيا. استضاف المركز وعمل مع متخصصين من أوروبا الغربية والشرق الأوسط وأفريقيا وأمريكا اللاتينية وآسيا. 

## روابط خارجية
- الصفحة الرئيسية لمركز الإرهاب والجريمة عبر الوطنية والفساد
- كلية السياسة العامة بجامعة جورج ميسون